# Siecieborowice
Siecieborowice – wieś w Polsce położona w województwie dolnośląskim, w powiecie oławskim, w gminie Oława.

## Podział administracyjny
W latach 1975–1998 miejscowość administracyjnie należała do województwa wrocławskiego.

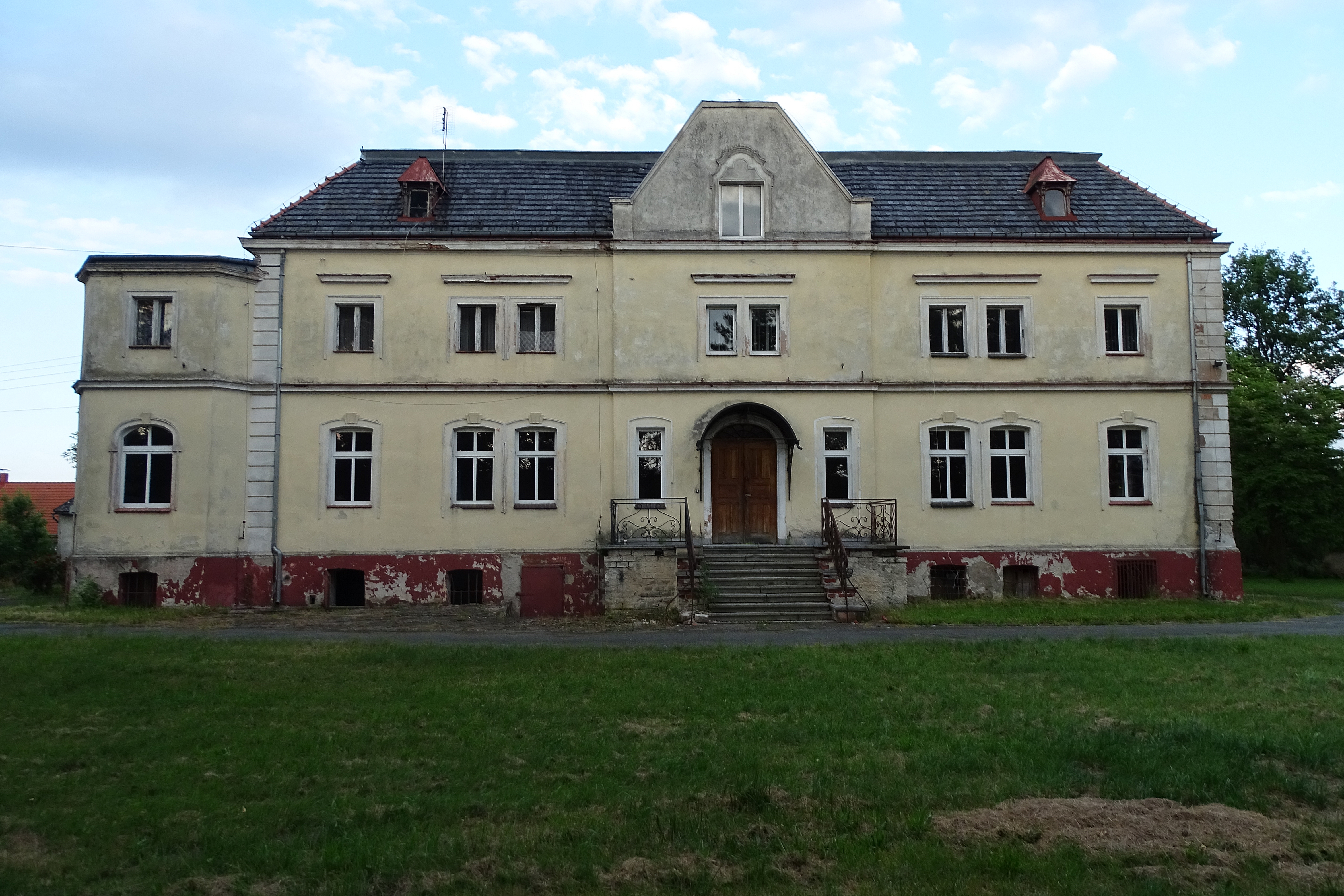
Pałac w Siecieborowicach, fasada zachodnia

## Zabytki
Do wojewódzkiego rejestru zabytków wpisany jest:
- park, z drugiej połowy XIX w.